# کاوشگر ناهمسان‌گرد ریزموجی ویلکینسون

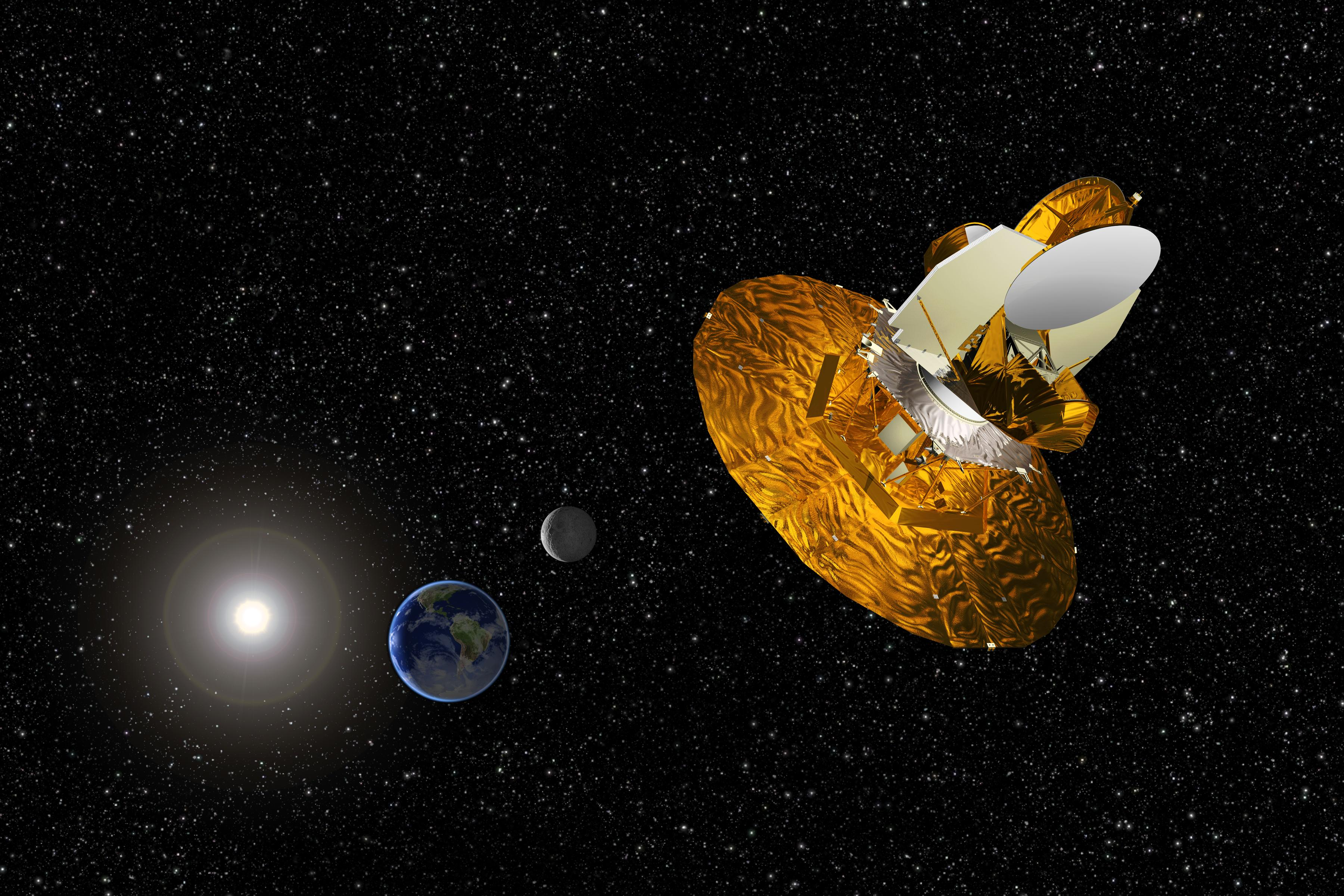
تصویر نقاشی‌شدهٔ ماهوارهٔ دبلیومپ در کنار زمین و خورشید

کاوشگر ناهمسان‌گرد ریزموجی ویلکینسون (به انگلیسی: ‎Wilkinson Microwave Anisotropy Probe (WMAP)‎) (دبلیومَپ؛ نیز شناخته‌شده با کاوشگر ۸۰) یک مأموریت ماهوارهای ناسا برای بررسی آسمان و سنجش دمای تابش زمینه کیهانی است. این مأموریت را پروفسور چارلز ال. بنت از دانشگاه جانز هاپکینز هدایت می‌کند. این ماهواره به وسیلهٔ راکت دلتا ۲ در ۳۰ ژوئن ۲۰۰۱ از ایستگاه نیروی هوایی کیپ کنورل در فلوریدا به فضا پرتاب شد.
دبلیومپ به گفتهٔ مجلهٔ ساینس پیشرفت علمی بزرگ در سال ۲۰۰۳ میلادی محسوب می‌شد. مقالات نتایج این مأموریت در فهرست «مقالات دسته اول علمی در سال ۲۰۰۳» در رتبهٔ ۱ و ۲ قرار داشتند.